# Parysatis
Parysatis (starořecky Παρύσατις, † kol. 395 př. n. l.) byla dcerou perského krále Artaxerxa I. (465–424 př. n. l.) a konkubíny Andie. Jejími nevlastními bratry byli králové Xerxés II., Sogdianos a Dareios II. Za posledně jmenovaného se provdala a měla s ním třináct dětí, z nichž dospělosti se dožili synové Arsikás (pozdější Artaxerxés II.), Kýros Mladší, Ostanés a Oxendrás a dcera Améstris.
Po smrti Dareia II. v roce 404 př. n. l. podporovala Parysatis snahu Kýra Mladšího opanovat říši, nakonec se však musela smířit s vládou Artaxerxa II. Z Kýrova neúspěchu a smrti vinila především satrapu Tissaferna, jehož dala později zavraždit.